# Alexander Löfström
Alexander Robert Löfström, vanligtvis kallad Alex, är en fiktiv rollfigur från den svenska dramakomediserien Solsidan. Han är en av seriens centrala personer. Alex spelas av Felix Herngren och gjorde sin första medverkan i seriens pilotavsnitt, "Inflytten", som sändes på TV4 den 29 januari 2010. Alex är gift med Anna Svensson, som spelas av Mia Skäringer och tillsammans har de dottern Wilma och sonen Love.
Seriens upptakt är att paret flyttar från Stockholm till Alex barndomshem i villaområdet Solsidan i Saltsjöbaden. Genom den första säsongen var Anna gravid med deras första barn. I första säsongsfinalen, "Förlossning", föddes dottern Wilma. Alex har yrkesmässigt gått i sin bortgågne fars fotspår och jobbar som tandläkare och har en egen klinik. I andra säsongsfinalen gifte han sig med Anna.

## Biografi
Alex beskrivs som konflikträdd, nojig och att han bryr sig väldigt mycket om vad andra tycker om honom. I den första säsongens andra avsnitt hade Annas och Ola Rapaces film Mannen som älskar för mycket premiär. Filmen innehåller en sexscen som spelades in sex månader innan, Alex blir helt övertygad att det är Ola Rapace som är pappa och att Anna varit otrogen, vilket dock inte visar sig stämma. I Saltis bor Ove Sundberg, Alex barndomskamrat. Han är Solsidans snålaste och tråkigaste människa och är den människa som går allra mest på Alex nerver. I avsnittet "Alex hatar Ove" från den första säsongen brister det för Alex och han förolämpar Ove på en hel rad sätt och säger att han aldrig vill träffa honom mer för att han är jobbig och snål, något som kommer att stå honom dyrt då man av olika anledningar behöver vara någorlunda överens med Ove för att klara sig i Saltis.
I säsongspremiären av den andra säsongen friar Alex till Anna och genom säsongen planerar de sitt bröllop. Alex och Anna måste även flytta in några dagar hos Alex mamma, som han har ett komplicerat förhållande till. Mia Skäringer säger i en intervju med Göteborgs-Posten att Alex relation med sin mamma är bland det roligaste i serien. "Han klarar inte av att markera inför sin mamma att hon inte kan hänga över honom och Anna som en våt heltäckningsmatta hela tiden. Det är väldigt roligt med en människa som inte kan säga nej." Han får även veta att mamman har träffat en ny man, Tord Malmberg (spelad av Örjan Ramberg), grannen från helvetet. Alex måste nu hantera detta på något sätt.

## Skapande

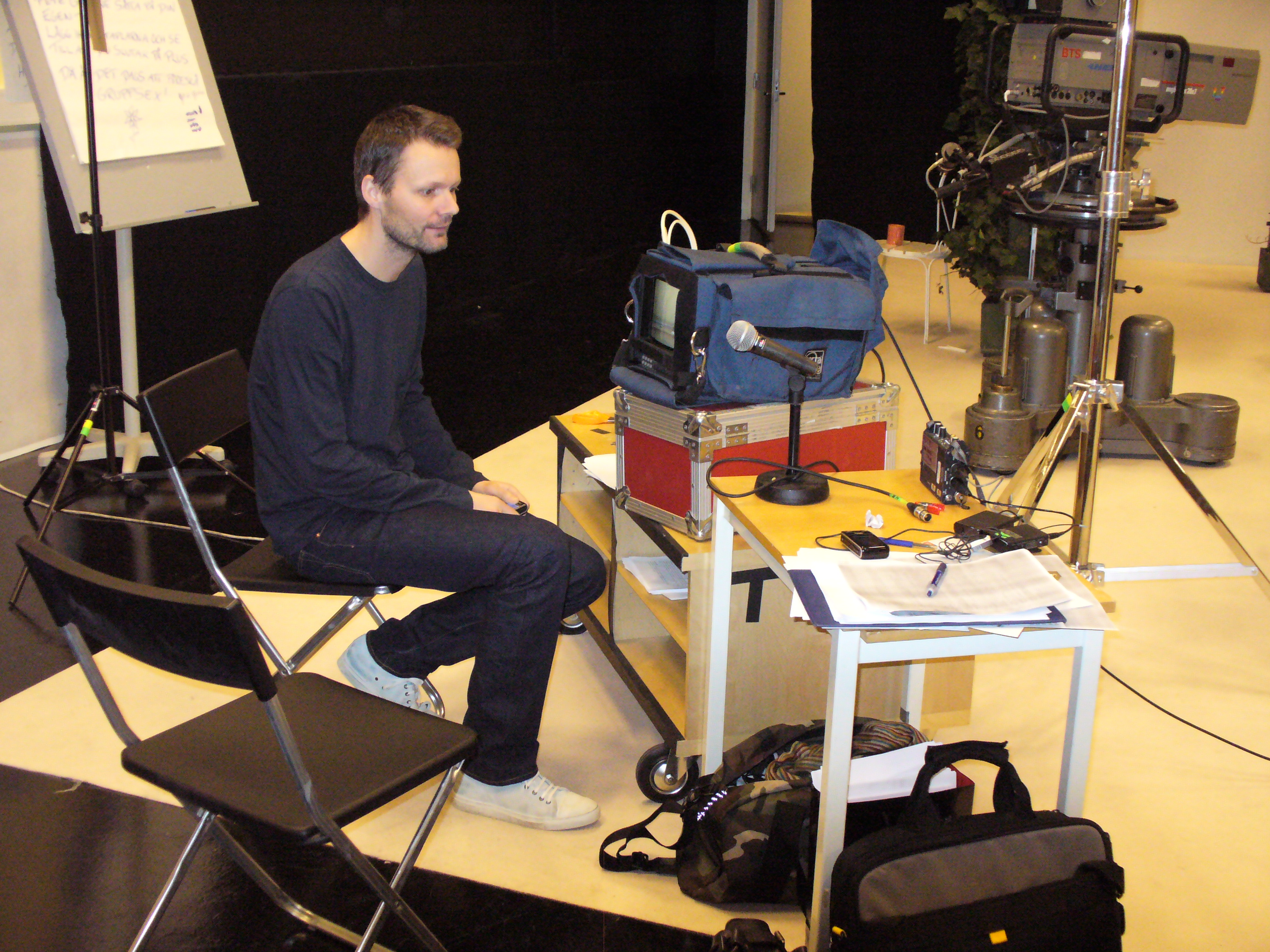
Herngren, här som regissör av Sverige dansar och ler, spelar Alex och har även skrivit manus till serien.

Enligt Herngren är Alex den normalaste personen i Solsidan. Han är den klassiske svenske mannen. Han vill ta ansvar, men tycker att det är jobbigt att fatta egna beslut. Herngren spelar själv rollen som Alex och säger att Solsidan är som en fristående fortsättning på långfilmerna Vuxna människor och Varannan vecka. Enligt Herngren så överensstämmer hans och Alex personligheter till 70%, de har båda svårt att säga "nej" och är konflikträdda.